# Национальный союз краеведов Украины
Национа́льный сою́з краеве́дов Украи́ны (НСКУ; укр. Національна спілка краєзнавців України, НСКУ) — всеукраинская добровольная творческая общественная организация, объединяющая краеведов.

## История
С 1993 года Союз издаёт научно-популярный журнал «Краєзнавство» (Краеведение).
В 2008 году Союз краеведов Украины получил статус национального; 1284 участника по состоянию на 2010 год).